# Батырмурзаев, Юсуп Султанмагоматович
Юсуп Султанмагоматович Батырмурзаев (каз. Юсуп Сұлтанмұхамедұлы Батырмұрзаев; род. 13 апреля 1996, Сулак) — российский и казахстанский борец вольного стиля, чемпион Азии, чемпион Казахстана и участник Олимпийских игр в Токио.  

## Карьера
Легионер с России. Начинал заниматься борьбой в махачкалинской СШОР-3 под руководством Гаджимурада Магомедова, потом некоторое время тренировался в хасавюртовском «Спартаке». В 2013 году стал победителем юношеского турнира памяти Кади Абакарова в дагестанском селе Агвали. После чего перебрался в Казахстан, представляет Актюбинскую область.
В мае 2019 года стал чемпионом Азии по борьбе среди молодёжи до 23 лет, после чего в апреле его торжественно встретили в дагестанском посёлке Сулак. В конце октября 2019 завоевал бронзовую медаль на молодёжном чемпионате мира до 23 лет.
В феврале 2020 года стал чемпионом Азии. 22 ноября 2020 года стал бронзовым призёром чемпионата Казахстана.
В апреле 2021 года на азиатском лицензионном турнире в Казахстане Юсуп Батырмурзаев, одолев представителя Индии Сумита Малика, завоевал путёвку на Олимпиаду в Токио. 
5 августа 2021 года Юсуп Батырмурзаев проиграл на туше на Олимпиаде в Токио первую схватку Геннадию Чудиновичу, представляющему Германию и выбыл из соревнований. 9 декабря 2021 Юсуп Батырмурзаев проиграл в первой схватке на чемпионате Казахстана 2021 и занял третье место.
28 июня 2022 года в Караганде впервые в своей карьере стал чемпионом Казахстана, в финале одолел Олега Болтина.
9 апреля 2023 года стал серебряным призёром на Чемпионате Азии по борьбе.
На Чемпионате мира 2023 в Белграде досрочно проиграл (со счётом 11-0) первую схватку Мейсону Пэррису, представляющему США, и выбыл из соревнований, заняв итоговое 29-е место из 33-х.
На Азиатских играх 2023 в Ханчжоу досрочно проиграл (со счётом 11-0) Амиру Хоссейну Заре. В схватке за бронзовую медаль проиграл представителю Монголии Бухирдуну.
9 августа 2024 проиграл на Олимпийских играх в первой встрече представителю Польши Роберту Барану и выбыл из соревнований, заняв итоговое 12-е место из 16-ти.

## Личная жизнь
Родился в дагестанском посёлке Сулак. По национальности — ногаец.

## Достижения
- Чемпионат мира по борьбе U23 2017 — 7.
- Чемпионат мира по борьбе U23 2018 — 13.
- Чемпионат Азии по борьбе U23 2018 — .
- Чемпионат мира по борьбе U23 2019 — .
- Чемпионат Азии по борьбе 2020 — .
- Олимпийские игры 2020 — 12.
- Чемпионат Казахстана по вольной борьбе 2021 — .
- Чемпионат Казахстана по вольной борьбе 2022 — .
- Чемпионат Азии по борьбе 2023 — .
- Чемпионат мира по борьбе 2023 — 29.
- Азиатские игры 2023 — 5.
- Олимпийские игры 2024 - 12.